# Mieczysław Karłowicz
Mieczysław Karłowicz (11 de diciembre de 1876–8 de febrero de 1909) fue un compositor polaco, reconocido por sus composiciones sinfónicas; se le considera como maestro del poema sinfónico.

## Biografía
Mieczysław Karłowicz nació en Vishneva, en la actual Bielorrusia, hijo del historiador y etnolingüista Jan Aleksander Karłowicz y de Irena de Sulistrowska. Mieczysław pasó sus primeros años en el campo, hasta que en 1882 su familia vendió su propiedad y se mudaron a Heidelberg, para después mudarse a Praga y más tarde a Dresde, hasta asentarse finalmente en Varsovia en 1887. Desde los siete años Mieczysław estudió el violín. En Varsovia estudió composición bajo la tutela de Zygmunt Noskowski, Piotr Maszyski, y Gustaw Roguski en la Academia de Música de Varsovia. Hacia 1895 se mudó a Berlín en donde estudió con Heinrich Urban. Entre 1906 y 1907, Mieczysław estudió dirección de orquesta con Arthur Nikisch. Su música es de un carácter romántico tardío de fin de siglo con una afinidad a la música de Richard Strauss, Albéric Magnard y Aleksandr Skriabin.
Mieczysław Karłowicz dejó 23 canciones para voz y piano, una sinfonía, una serenata de cuerdas, un concierto para violín y su obra magna: seis poemas sinfónicos, op. 9-14. Gran parte de su breve obra fue perdida durante la Segunda Guerra Mundial.
Karłowicz murió el 8 de febrero de 1909, perdiendo la vida en una avalancha mientras esquiaba en las montañas Tatra y fue inhumado en el Cementerio Powązki en Varsovia.